# نبيل عساف
نبيل عساف ممثل ومخرج ومقدم برامج لبناني.

## أعماله

### المسلسلات
- مسلسل علاقات خاصة
- مسلسل لعبة الموت
- مسلسل فرقة ناجي عطا الله
- مسلسل الشحرورة
- وردة شامية
- النحات

### في السينما
- فيلم البيت الزهر

### في التأليف
- مسلسل فيفتي فيفتي
- مسلسل فرن الصبايا دوت كوم

### رسوم المتحركة
- أبطال النينجا (دكتور باكستر ستوكمان)
- بوكيمون (بروك)

## روابط خارجية
- نبيل عساف على موقع قاعدة بيانات الأفلام العربية